# High Island, Queensland
High Island är en ö i Australien. Den ligger i delstaten Queensland, omkring 1 400 kilometer nordväst om delstatshuvudstaden Brisbane. Arean är 0,90 kvadratkilometer. Den sträcker sig 1,5 kilometer i nord-sydlig riktning, och 1,2 kilometer i öst-västlig riktning.
Tropiskt monsunklimat råder i trakten. Genomsnittlig årsnederbörd är 3 170 millimeter. Den regnigaste månaden är mars, med i genomsnitt 674 mm nederbörd, och den torraste är oktober, med 52 mm nederbörd.